# Dido

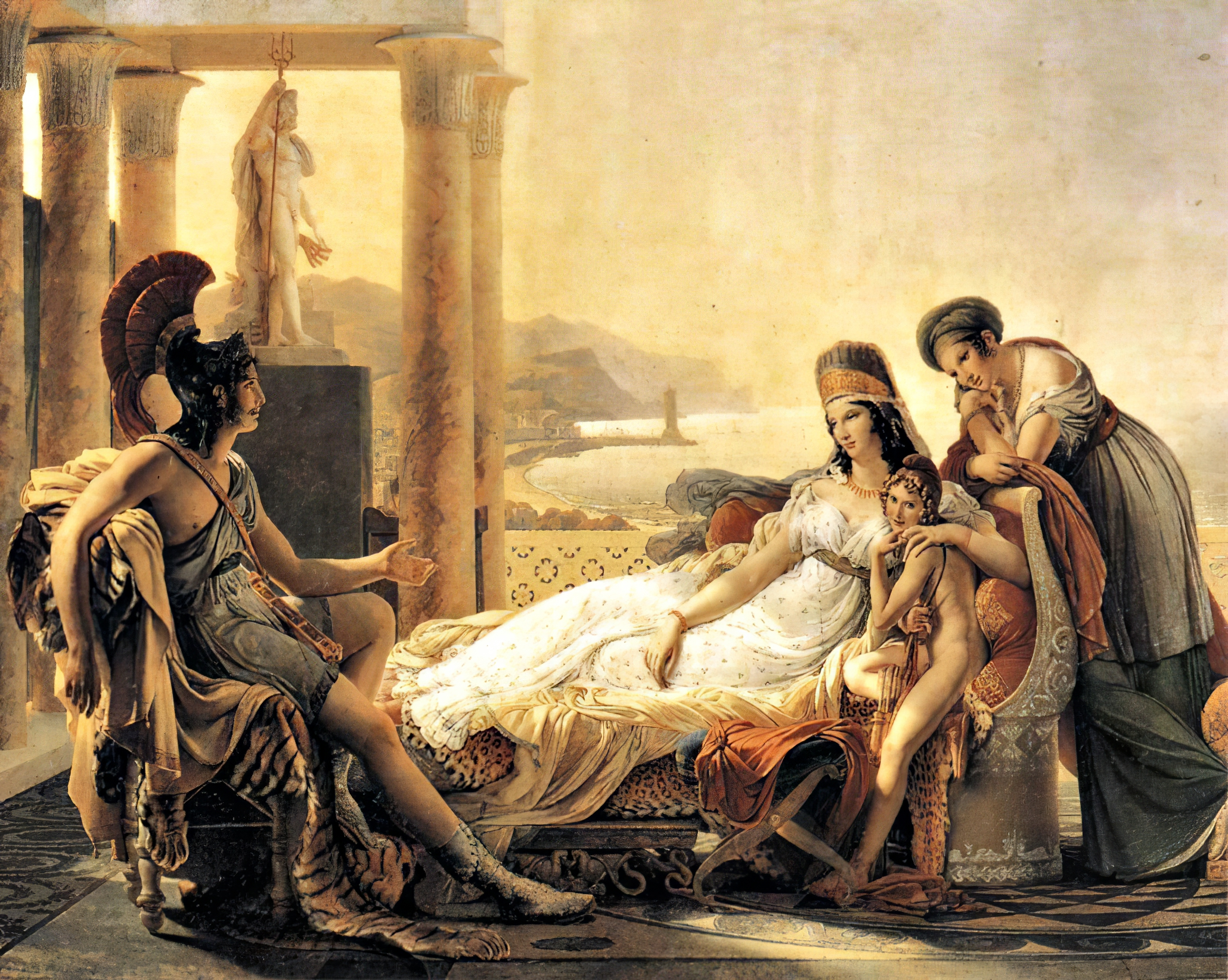
Eneas contándole a Dido las desgracias de Troya, por Pierre-Narcisse Guérin (1815), París, Louvre.

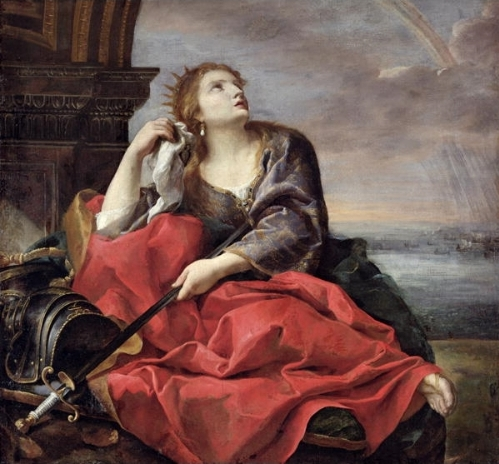
La muerte de Dido, obra de A. Sacchi.

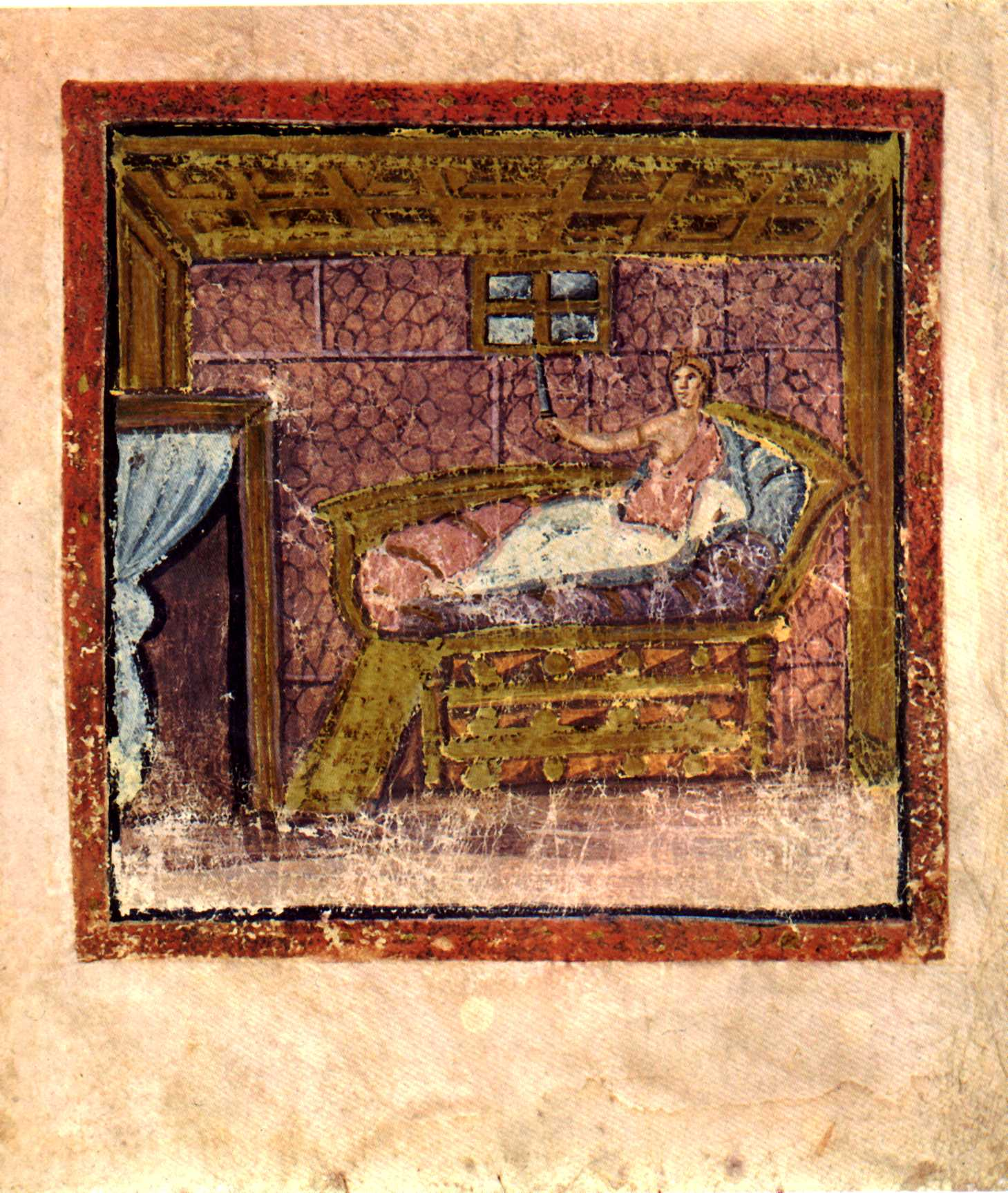
La muerte de Dido.

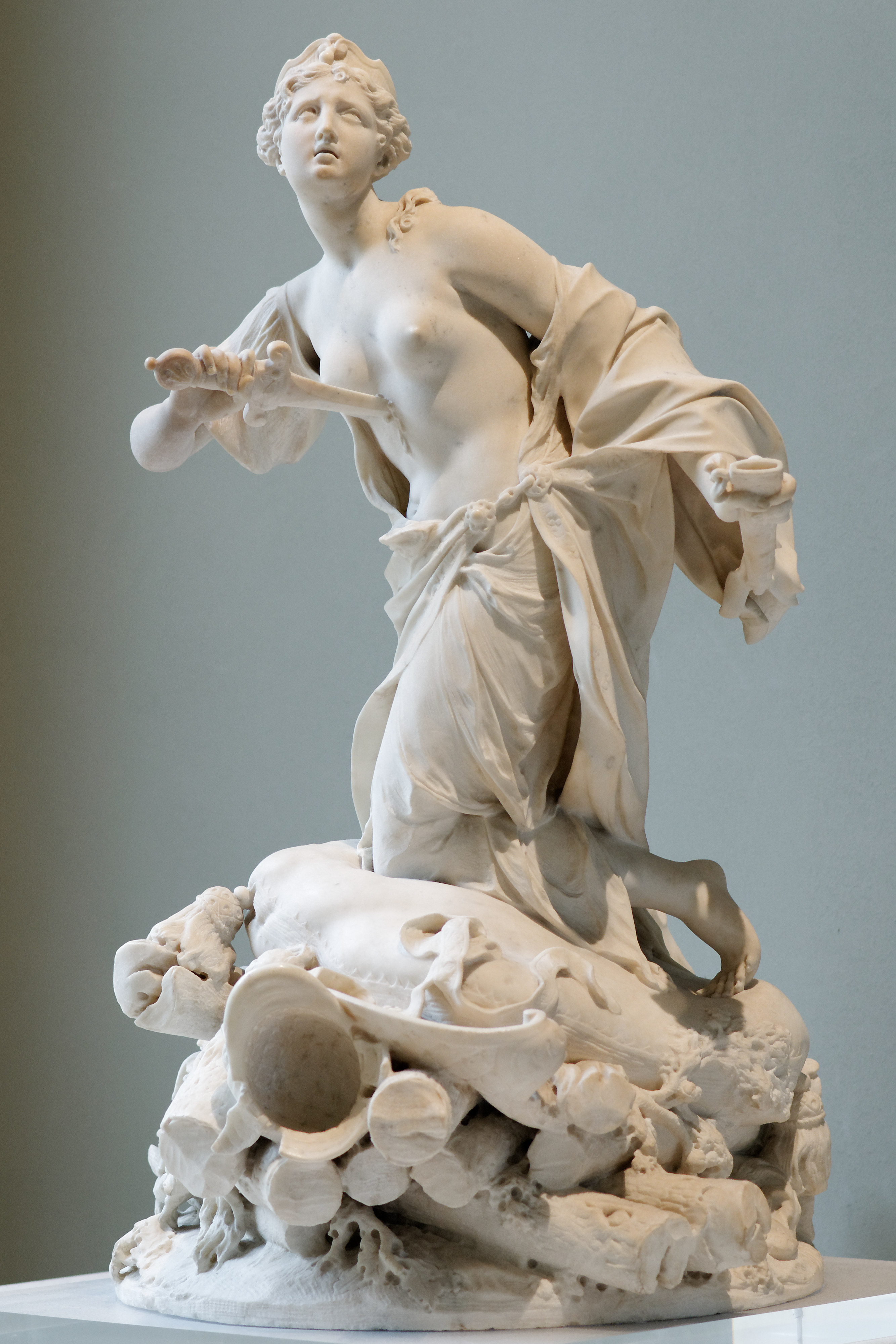
La muerte de Dido, obra de Cayot, Louvre.

En fuentes griegas y romanas, Dido o Elisa de Tiro (en fenicio Eliša, ‘Išt) aparece como la fundadora y primera reina de Cartago, en el actual Túnez. Su fama se debe principalmente al relato incluido en la Eneida del poeta romano Virgilio.
Era hija del rey de Tiro Matán I y tenía dos hermanos: Pigmalión (forma griega del fenicio Pu'mayyaton), quien heredó el trono de Tiro, y la pequeña Ana.

## Dido en las fuentes clásicas
Siqueo (o Acerbas), sacerdote del templo de Melkart en Tiro (divinidad identificada con Heracles/Hércules por griegos y romanos), poseía vastos tesoros escondidos. Pigmalión los codiciaba, y para saber su paradero obligó a su hermana Elisa a casarse con Siqueo sin revelarle el interés oculto en ese matrimonio. Elisa no amaba a Siqueo, aunque este a ella sí. Un tiempo después, Pigmalión le comentó a su hermana que sería conveniente saber dónde se escondían las riquezas de Siqueo. Entendiendo que había sido utilizada, Elisa averiguó dónde estaban escondidas pero sin contar la verdad a su hermano. Los tesoros habían sido enterrados en el jardín del templo, y Elisa le dijo a Pigmalión que se hallaban ocultos debajo del altar. Esa misma noche, Pigmalión envió unos sicarios a matar a Siqueo. Tras llevarlo a cabo, los esbirros cavaron inútilmente una fosa bajo el altar. Elisa encontró a su marido asesinado y corrió a desenterrar el tesoro del jardín. Con él en su poder, huyó de Tiro llevándose a su hermana Ana y un séquito de doncellas, ayudada por amigos de Siqueo.
Elisa llegó a las costas de África, donde vivían los gétulos o getulos, una tribu de libios cuyo rey era Jarbas. Pidió hospitalidad y un trozo de tierra para instalarse en ella con su séquito. Jarbas le expuso que le daría tanta tierra como ella pudiera abarcar con una piel de buey. Elisa, a fin de que la piel abarcara la máxima tierra posible, la hizo cortar en finas tiras y así consiguió circunscribir un extenso perímetro. Tras esto hizo erigir una fortaleza llamada Birsa, que más tarde se convirtió en la ciudad de Cartago o Qart-Hadašh (que en fenicio significaba "Ciudad Nueva"), sobre un promontorio existente entre el lago de Túnez y la laguna Sebkah er-Riana, que desembocaba en mar abierto. Instaurada como soberana de la ciudadela, recibió de los indígenas el nombre de Dido.

## Amor de Dido y Eneas
Según la Eneida de Virgilio, los troyanos, huyendo de su ciudad destruida, llegan a Cartago desviados de su rumbo hacia Italia a causa de la tempestad provocada por la diosa Juno. Allí los recibe Dido, a quien el caudillo Eneas solicita hospitalidad. Venus (madre del héroe), para que esta acceda y no le traicione, envía a Cupido con la misión de que Dido se enamore de Eneas. Dido había jurado mantenerse fiel a su difunto marido Siqueo, pero nada puede hacer alentada por su hermana Ana y rendida por la intervención de Cupido, que se sienta en su regazo adoptando la forma de Ascanio —hijo de Eneas— para poder clavarle sus flechas.
A instancias de Juno, Venus acuerda con ella propiciar que Dido y Eneas se casen y reinen juntos en Cartago. Juno así lo desea por el rencor que arrastra contra los troyanos desde el famoso Juicio de Paris y la Guerra de Troya (de este modo se vengaría consiguiendo que Eneas nunca llegue a fundar la que en el futuro sería la gloriosa estirpe romana). Venus, sabiendo cuál es el verdadero destino de su hijo, finge aceptar el trato para que los favores de Dido faciliten el reavituallamiento de la flota troyana. 
Juno manipula entonces los acontecimientos para que en Cartago se organice una cacería, durante la cual desata una tormenta que obliga a Dido y a Eneas a cobijarse en una cueva. Esa noche yacen juntos, momento a partir del cual se solazan largamente en los placeres del amor. Ante el retraso que ello ocasiona, Júpiter envía a Mercurio para que le recuerde a Eneas que no son esos los designios del hado, sino que debe partir hacia Italia. El héroe, pese al dolor que le ocasiona, obedece la voluntad divina y deja Cartago. 
Al verlo partir, Dido ordena levantar una gigantesca pira, donde hace disponer la espada del héroe, algunas ropas suyas que habían quedado en palacio y el tronco del árbol que custodiaba la entrada de la cueva donde se amaron por primera vez. Al amanecer sube a la pira y se hunde en el pecho la espada de Eneas. Antes de inmolarse, Dido exclama:

"Y vosotros, ¡oh Tirios! cebad vuestros odios en su hijo y en todo su futuro linaje; ofreced ese tributo a mis cenizas. Nunca haya amistad, nunca alianza entre los dos pueblos. Álzate de mis huesos, ¡oh vengador, destinado a perseguir con el fuego y el hierro a los advenedizos hijos de Dárdano! ¡Yo te ruego que ahora y siempre, y en cualquier ocasión en que haya fuerza bastante, lidien ambas naciones, playas contra playas, olas contra olas, armas contra armas, y que lidien también hasta sus últimos descendientes!".
Eneida, Libro IV v. 642 ss. (Trad. Ochoa)

Según el poema así nace el odio de los cartagineses por Roma, que llevará a las guerras púnicas y anuncia a Aníbal (el vengador de Dido). Tras su muerte, su hermana Ana, quien había intentado disuadirla del suicidio, ordena entonces prender la pira funeraria. 
El poeta Ovidio glosó el episodio en una (supuesta) epístola en sus célebres Heroidas: la VII (carta de Dido a Eneas), en la que la fundadora de Cartago manifiesta su intención de suicidarse ante la partida y traición de su amado. 
En el posterior capítulo VI de la Eneida, cuando Eneas desciende al inframundo griego con ayuda de la Sibila de Cumas, la encuentra vagando por los Prados Asfódelos, entre los muertos por amor. Comprendiendo entonces que la reina se había suicidado a su partida, trata de explicarle con gran pesar que él no quería abandonarla, que los dioses habían labrado así su destino. Pero el fantasma de Dido parece no poder escucharle y continúa su absorto camino tras la sombra de Siqueo.
En otra versión, anterior a Virgilio, Eneas quiere realmente desposarla, pero Dido es todavía fiel al recuerdo del difunto Siqueo. Creyendo que si rechazaba a Eneas este tomaría represalias contra ella y su gente, acepta, pero el día de la boda, antes de celebrarla, Dido se hunde un puñal en el pecho.

## El problema de Dido
La historia de la fundación de Cartago, con la ingeniosa argucia de delimitar una superficie mediante una cuerda formada por las tiras cortadas de una piel de buey, es el origen de un famoso problema matemático: hallar la forma de la mayor superficie que se puede delimitar con un perímetro de longitud dada. Este problema (engañosamente sencillo) junto a otros similares, son denominados «problemas de isoperímetro». 

## Representaciones en ficción
- Dido Para Eneas María García Esperón. Novela. Ediciones El Naranjo. México, 2014.
- Dido, reina de Cartago. Lamento y derrota. Omar Pérez Santiago. Cuento. Revista Off The Record. N°44, noviembre de 2022.
- El silbido del arquero. Irene Vallejo. Novela. Editorial Contraseña. Zaragoza, 2015.